# Sở hữu cách
Sở hữu cách là một hình thức cấu trúc ngữ pháp chỉ quyền sở hữu của một người, vật đối với một người hay một vật khác. Sở hữu cách là hình thức chỉ mối liên hệ về mặt sở hữu giữa các danh từ với nhau, thường là các danh từ, đại từ chỉ về sở hữu chủ và vật sở hữu. Trong văn phạm tiếng Anh, người ta không dùng Sở hữu cách đối với những danh từ số nhiều cấu tạo bằng một tính từ có mạo từ xác định "the" đi trước hoặc danh từ trong nhóm chữ có of ở giữa.
Để hình hành dạng sở hữu cách, trong tiếng Anh thường dùng dấu phẩy thượng (') + s dùng đối với các danh từ số ít hoặc các danh từ số nhiều nhưng tận cùng không có s hoặc es. Đối với các danh từ số nhiều, thì dùng dấu phẩy thượng sau danh từ tận cùng có chữ s.

## Ví dụ
| Từ nguyên | Sở hữu cách           | Ví dụ                       |
| --------- | --------------------- | --------------------------- |
| child     | child's, of the child | I have the child's bag      |
| woman     | woman's, of the woman | This is the woman's husband |
| car       | car's, of the car     | The car's wheels are off    |